# Orkun Kökçü
Orkun Kökçü (Haarlem, 2000. december 29.) holland születésű török válogatott labdarúgó, a Beşiktaş játékosa. Testvére Ozan az azeri labdarúgó-válogatott tagja.

## Pályafutása

### Klubcsapatokban
2014-ben csatlakozott a Feyenoord akadémiájához a Groningentől. 2018. szeptember 27-én mutatkozott be góllal az első csapatban a VV Gemert elleni kupa találkozón. December 9-én a bajnokságban is debütált az FC Emmen csapata ellen góllal és gólpasszal. 2019. április 10-én 2023-ig meghosszabbította szerződését a klubbal. 2020. június 26-án további 2 évvel bővítették ki szerződése időtartamát. Jens Toornstra távozását követően Arne Slot 2022. szeptember 2-án őt választotta csapatkapitánynak. A 2022–23-as szezonban bajnoki címet ünnepelhetett a klubbal.
2023. június 10-én ötéves szerződést írt alá a portugál Benfica csapatával. Augusztus 9-én debütált a Porto ellen 2–0-ra megnyert szuperkupa-mérkőzésen. Szeptember 2-án megszerezte első gólját a Vitória de Guimarães elleni 4–0-s hazai bajnokin találkozón.
2025. július 10-én szerződtette a Beşiktaş.

### A válogatottban
Hollandiában született, de török felmenőkkel rendelkezik. A holland U17-es, U18-as és az U19-es válogatottban is pályára lépett több alkalommal. 2019 júliusában jelentette be, hogy a továbbiakban Törökországot kívánja képviselni. 2019. szeptember 6-án mutatkozott be a török U21-es labdarúgó-válogatottban az angol U21-es válogatott ellen 3–2-re elvesztett mérkőzésen. Egy évvel később a felnőttek között debütált a Szerbia elleni UEFA Nemzetek Ligája találkozón.

## Statisztika

### Klub
2022. május 5 -i állapotnak megfelelően.
| Klub             | Szezon           | Bajnokság        | Bajnokság | Bajnokság | Kupa     | Kupa  | Nemzetközi | Nemzetközi | Egyéb    | Egyéb | Összesen | Összesen |
| Klub             | Szezon           | Bajnokság        | Mérkőzés  | Gólok     | Mérkőzés | Gólok | Mérkőzés   | Gólok      | Mérkőzés | Gólok | Mérkőzés | Gólok    |
| ---------------- | ---------------- | ---------------- | --------- | --------- | -------- | ----- | ---------- | ---------- | -------- | ----- | -------- | -------- |
| Feyenoord        | 2017–18          | Eredivisie       | 0         | 0         | 0        | 0     | 0          | 0          | —        | —     | 0        | 0        |
| Feyenoord        | 2018–19          | Eredivisie       | 11        | 3         | 1        | 1     | 0          | 0          | 0        | 0     | 12       | 4        |
| Feyenoord        | 2019–20          | Eredivisie       | 22        | 2         | 4        | 0     | 9          | 1          | —        | —     | 35       | 3        |
| Feyenoord        | 2020–21          | Eredivisie       | 22        | 3         | 1        | 0     | 6          | 1          | 2        | 0     | 31       | 4        |
| Feyenoord        | 2021–22          | Eredivisie       | 30        | 7         | 1        | 0     | 17         | 2          | —        | —     | 45       | 9        |
| Feyenoord        | Összesen         | Összesen         | 85        | 15        | 7        | 1     | 32         | 4          | 2        | 0     | 126      | 20       |
| Karrier összesen | Karrier összesen | Karrier összesen | 85        | 15        | 7        | 1     | 32         | 4          | 2        | 0     | 126      | 20       |

1. ↑  A bajnokságot megszakították a koronavírus-járvány miatt.

### Válogatott
2022. március 24-i állapotnak megfelelően.
| Törökország | Törökország   | Törökország |
| Év          | Pályára lépés | Gólok       |
| ----------- | ------------- | ----------- |
| 2020        | 2             | 0           |
| 2021        | 11            | 1           |
| 2022        | 1             | 0           |
| Összesen    | 14            | 1           |

## Sikerei, díjai

### Klub
- Feyenoord
  - Holland bajnok: 2022–23[9]
  - Holland szuperkupa: 2018[21]

- Benfica
  - Portugál ligakupa: 2024–25[22]
  - Portugál szuperkupa: 2023[23]

### Egyéni
- Az év holland labdarúgója: 2022–23[24]
- Eredivisie – Hónap Tehetsége: 2019 december,[25] 2021 március[26]
- Eredivisie – Hónap Játékosa: 2022 január,[27] 2022 február[28]
- Primeira Liga  – Hónap gólja: 2023 szeptember[29]